# Nowa Sucha (Powiat Sochaczewski)
Nowa Sucha ist ein Dorf sowie Sitz der gleichnamigen Landgemeinde im Powiat Sochaczewski der Woiwodschaft Masowien, Polen.

## Gemeinde
Zur Landgemeinde Nowa Sucha gehören folgende Ortschaften mit einem Schulzenamt:
Antoniew
Borzymówka
Braki
Glinki
Kolonia Gradowska
Kornelin-Leonów
Kościelna Góra
Kozłów Biskupi
Kozłów Szlachecki
Kurdwanów
Marysinek
Mizerka-Stary Żylin
Nowa Sucha
Nowy Białynin
Nowy Dębsk
Nowy Kozłów Drugi-Szeligi
Nowy Kozłów Pierwszy
Okopy
Orłów
Rokotów
Roztropna
Stara Sucha-Nowy Żylin
Stary Białynin
Stary Dębsk
Wikcinek
Zakrzew
Ein weiterer Ort der Gemeinde ist Gradów.